# Allan (herb szlachecki)
Allan (Alan, Allen) – polski herb szlachecki, pochodzenia brytyjskiego.

## Opis herbu

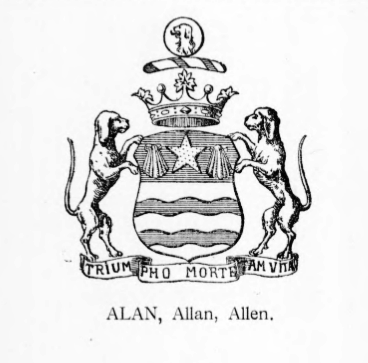
Herb Alan według Juliusza Ostrowskiego, Księga herbowa rodów polskich. Warszawa 1897 r.

### Opis historyczny
Juliusz Ostrowski blazonuje herb następująco:

Na tarczy ściętej w polu górnem błękitnym pięcioramienna gwiazda złota pomiędzy dwiema muszlami srebrnemi, konchą ku górze: w polu zaś dolnem srebrnem rzeki dwie błękitne w poprzek jednej nad drugą. Nad koroną zawój skręcony z błękitnej i srebrnej materyi, na którym medal z wyobrażeniem psiej głowy. Tarczę podtrzymują dwa psy. 
Godło: Triumpho morte tam vita.

### Opis współczesny
Opis skonstruowany współcześnie brzmi następująco:
Na tarczy dwudzielnej w pas w polu górnym błękitnym, pięcioramienna gwiazda złota, między srebrnymi muszlami, w polu dolnym srebrnym dwie rzeki błękitne w poprzek, jedna nad drugą
Hełm pozbawiony korony. W klejnocie srebrny medal z wizerunkiem psiej głowy
Labry herbowe błękitne, podbite srebrem.

## Geneza
Herb jest indygenatem, należącym do rodziny brytyjskiego pochodzenia, został uznany w polskiej szlachcie w XVIII w. 

## Herbowni
Herb ten był herbem własnym, toteż do jego używania uprawniony jest tylko jeden ród herbownych:
Allan, Alan.